# Rio Tzalá
Rio Tzalá é um rio centro-americano da Guatemala.